# Mungindi
Mungindi (804 habitants) est un village à cheval sur la frontière entre Nouvelle-Galles du Sud et Queensland situé sur la Carnarvon Highway et la rivière Barwon. Il a une adresse postale en Nouvelle-Galles du Sud.
Il est situé à 738 km au nord-ouest de Sydney, à 511 km au sud-ouest de Brisbane et à 122 km de Moree.
Son économie repose sur l'élevage bovin, la culture du coton et des céréales.